# Anomiopus
Anomiopus là một chi bọ cánh cứng thuộc họ Scarabaeidae.